# La Gazette

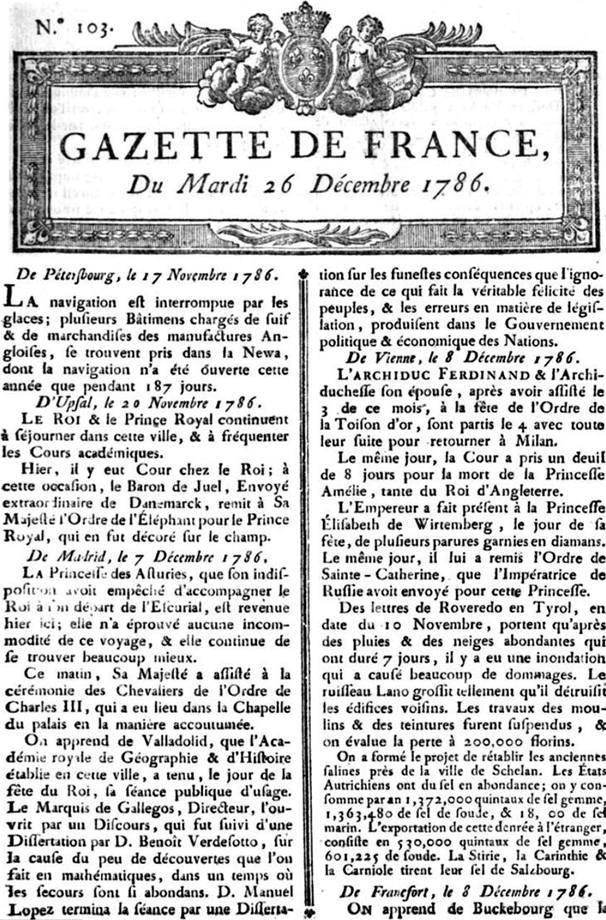
Gazette de France Ausgabe vom 26. Dezember 1786

Die La Gazette oder Gazette de France war die erste französische Zeitung, die 1631 auf Initiative von Richelieu durch Théophraste Renaudot gegründet wurde.
Die Zeitung erschien seit Freitag den 30. Mai 1631 zunächst wöchentlich, von 1678 bis 1714 monatlich und war bis 1915 erhältlich. Ab 1762 hatte sie den Titel Gazette de France. Der Inhalt der Zeitung bestand aus einer Mischung von Politik, Poesie und Musik sowie auch leicht anzüglichen Hof- und Gesellschaftsberichten.
Renaudot gilt mit La Gazette als der Begründer des Journalismus. Er war es auch, der die meisten journalistischen Features, wie etwa Nachrichten, Berichte oder Kommentare einführte.

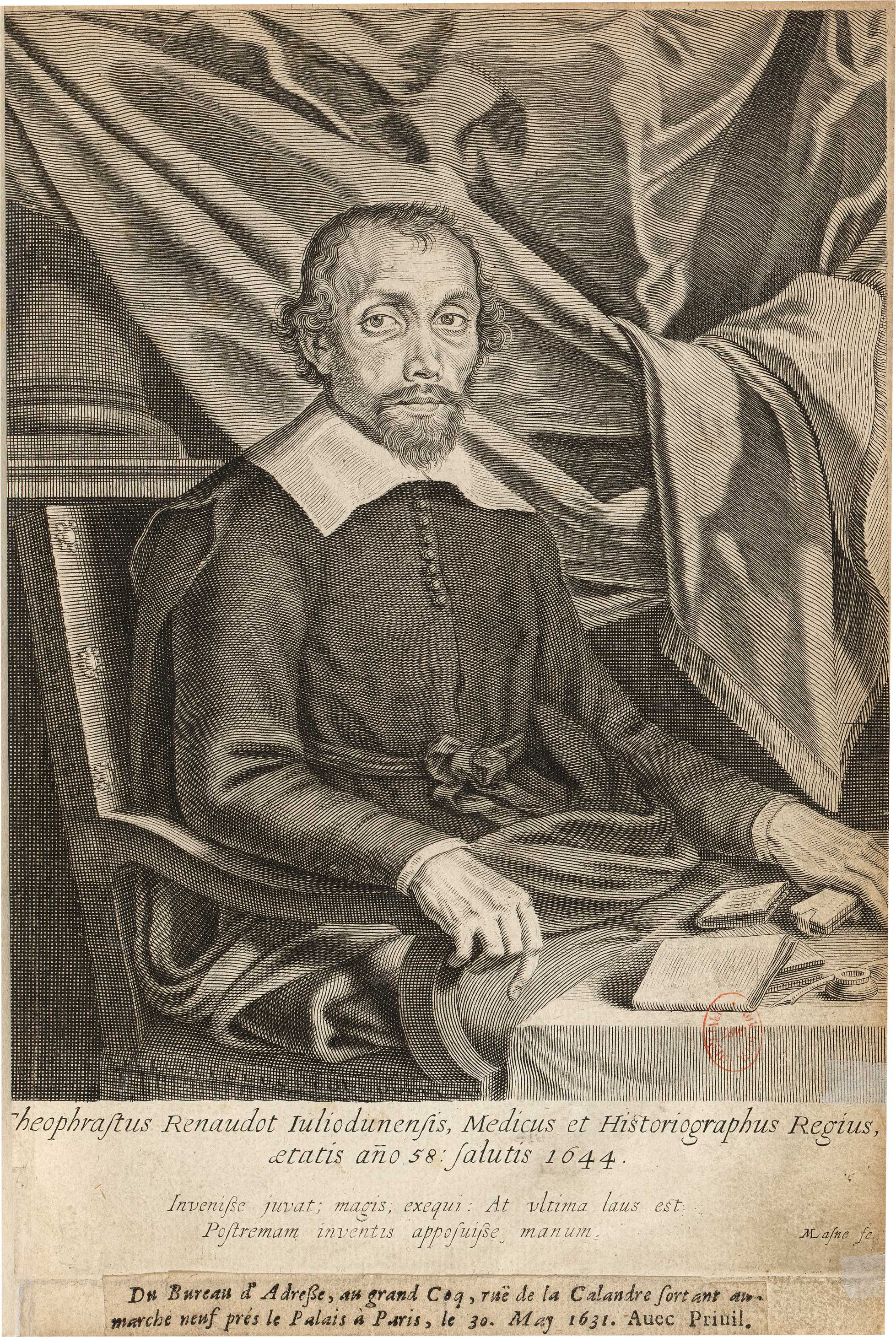
Théophraste Renaudot der Begründer der La Gazette

Vor dem Aufkommen der gedruckten Zeitung zirkulierten Berichte über aktuelle Ereignisse meist nur als handschriftliche Papiere. La Gazette als erstes Printmedium Frankreichs wurde schnell zum Zentrum für die Verbreitung der Nachrichten und war damit ein hervorragendes Mittel zur Steuerung des Informationsflusses in einem stark zentralisierten Staat wie dem Ancien Régime. Kardinal Richelieu und Ludwig XIII. unterstützten die Gazette.
Unter den frühen Mitgliedern des Ausschusses zur Überwachung der La Gazette waren Pierre d’Hozier (1592–1660), Vincent Voiture, Guillaume Bautru (1588–1665) und Gautier de Costes de La Calprenède.
La Gazette hatte zum Ziel, ihre Leser über gesellschaftliche Ereignisse aus dem Hofstaat, Société de Cour und dem Ausland zu informieren. Die Zeitung war vor allem auf politische und diplomatische Angelegenheiten konzentriert.
Der Preis für die durch die Regierung unterstützte Gazette betrug im Jahresabonnement im Jahre 1774 12 Livres und 1785 15 Livre.
Als einem Presseorgan der königlichen Regierung gab es in der Gazette keinen Hinweis auf die Vorgänge der französischen Revolution, nicht einmal auf den Sturm auf die Bastille am Dienstag den 14. Juli 1789 fand sich ein Hinweis. Um letztlich seine Leser zufriedenzustellen, gab der damalige Herausgeber der Gazette Charles-Joseph Panckoucke eine Ergänzung mit dem Titel Le Gazettin  oder Gazettchen heraus mit einer Zusammenfassung der Diskussionen zu der verfassunggebenden Nationalversammlung, Assemblée nationale constituante. Panckoucke war ein prominenter und wohlhabender Verleger von Büchern und Zeitschriften. Kurz nach der Französischen Revolution gründete er auch Zeitungen wie den Mercure de France und im November 1789 Le Moniteur universel. Hinzu kamen auch noch andere Zeitungen wie eben La Gazette, Le Journal de Bruxelles und Le Journal de Genève.